# Río Tano
El río Tano es un río de Ghana y Costa de Marfil de unos 400 km de longitud, que nace cerca de la ciudad ghanesa de Techiman, fluye hacia el sur formando parte de la frontera entre los dos países citados anteriormente, y desemboca en el océano Atlántico, concretamente en el golfo de Guinea.